# ممثلية جنوب إفريقيا لدى دولة فلسطين
مكتب ممثلية جمهورية جنوب إفريقيا لدى دولة فلسطين هي الممثلية الدبلوماسية العُليا الجنوب إفريقية لدى دولة فلسطين. تأسست عام 1999.

## قائمة الممثلون
| الترتيب | رئيس البعثة الدبلوماسية | تاريخ الاعتماد الدبلوماسي | تاريخ الانتهاء | رئيس جنوب إفريقيا | رئيس دولة فلسطين | ملاحظات |
| ------- | ----------------------- | ------------------------- | -------------- | ----------------- | ---------------- | ------- |
|         | محمد رفيق غنغت          |                           |                |                   | ياسر عرفات       |         |
|         | سيسا نيواتا             | 11 مارس 2005              |                | تابو إيمبيكي      | محمود عباس       |         |
|         | تد بيكاني               |                           |                |                   | محمود عباس       |         |
|         | ملونجيسي وماكليما       |                           |                |                   | محمود عباس       |         |
|         | أشرف سليمان             | 25 فبراير 2016            | ديسمبر 2019    | جاكوب زوما        | محمود عباس       |         |
|         | شون إدوارد بينفلدت      | 6 فبراير 2022             | لا يزال        | سيريل رامافوزا    | محمود عباس       |         |